# Birger Gerhardsson
Birger Gerhardsson (* 26. September 1926 in Vännäs, Provinz Västerbottens län; † 25. Dezember 2013) war ein schwedischer Theologe und Professor an der Theologischen Fakultät der Universität Lund, Schweden. Sein Forschungsschwerpunkt liegt auf der mündlichen Weitergabe der – in die Evangelien des Neuen Testaments mündenden – Berichte über die Worte und Taten Jesu.

## Akademische Laufbahn
Gerhardsson erwarb 1952 den Grad eines Bachelor und wurde 1953 zum lutherischen Pastor ordiniert. Er unterrichtete an der Fjellstedtska-Schule in Uppsala (von 1953 bis 1958 und 1961 bis 1964). Gleichzeitig setzte er sein Theologiestudium fort (Abschluss mit Lizentiat 1956), wurde 1961 zum Doktor der Theologie promoviert und erhielt eine außerordentliche Professur für neutestamentliche Exegese an der Universität Uppsala. Ab 1965 war er Universitätsprofessor für Exegese in Lund.
Gerhardsson war Präsident der SNTS (Society for New Testament Studies). Er war ein Mitglied der Nathan-Söderblom-Gesellschaft und der Königlichen humanistisch-wissenschaftlichen Gesellschaft von Lund („Kungliga Humanistiska Vetenskaps-Samfundet i Lund“).

## Erforschung der Evangelien
Gerhardssons wissenschaftlicher Hauptfokus galt der Weitergabe und Entwicklung mündlicher Überlieferungen der Evangelientexte. Wie sein Lehrer, der Schwede Harald Riesenfeld, betonte er das Einprägen der Worte Jesu in Analogie zum Lehrbetrieb der Rabbinen; die Forschung sprach in der Folgezeit vom „skandinavischen Zugang“.
Ein besonderer Brennpunkt der neutestamentlichen Forschung war das synoptische Problem: Wie sind die großen Ähnlichkeiten, aber auch die Unterschiede zwischen den ersten drei Evangelien zu erklären? Entsprechend den beiden Grundformen zwischenmenschlicher Kommunikation (mündlich und schriftlich) gibt es bei der Beantwortung des synoptischen Problems grundsätzlich zwei Wege ebenso wie die Kombination beider. Die Mehrheit der Neutestamentler konzentriert sich auf „literarische“ Lösungen, wobei die Betonung des „Schriftlichen“ sowohl die Form der Weitergabe betrifft als auch die Bewahrung von Informationen auf einem Träger (z. B. Pergament). Die – auch von Gerhardsson bevorzugte – „mündliche“ Lösung umfasst die mündliche Weitergabe sowie das menschliche Gedächtnis als Speichermedium. Gemäß der sogenannten „Traditionshypothese“ sind die Evangelien nach Matthäus, Markus und Lukas das Ergebnis eines vom menschlichen Gedächtnis getragenen mündlichen Überlieferungsprozesses.
Um die Bedeutung des Gedächtnisses bei der Weitergabe der schließlich in den Evangelien festgehaltenen Worte und Taten Jesu ging es bereits in Gerhardssons Doktorarbeit (Memory and Manuscript). Darin griff er das im Unterricht der Rabbinen wichtige Memorieren (Auswendiglernen) auf und verwies auf Ähnlichkeiten im Unterricht Jesu. Außerdem betonte er die überlieferungsbewahrende Funktion des Zwölferkreises. Gegen die Vorstellung eines Auswendiglernens wurde vor allem auf die Unterschiede zwischen den Synoptikern hingewiesen.
Über Gerhardsson wurde gesagt, er habe die Kategorie des Gedächtnisses in die Evangelienforschung eingeführt. Dieser „skandinavische Ansatz“ regte unter anderem Rainer Riesner an, die Doktorarbeit Jesus als Lehrer (1981) zu verfassen. Samuel Byrskog, ein Schüler Gerhardssons, untersuchte hinsichtlich der Jesusworte in den Evangelien die Wechselwirkung von mündlicher und schriftlicher Überlieferung im Altertum, jeweils ausgehend von den Berichten von Augenzeugen. Die Betonung des Faktors „Gedächtnis“, in Verbindung mit der mündlichen Weitergabe, wurde zuletzt von Armin Daniel Baum unter Miteinbezug von Vergleichsmaterial aus Lernpsychologie und Volkskunde ausgearbeitet. Das von Gerhardsson hervorgehobene „Einprägen“ wird mittlerweile in der neutestamentlichen Forschung ernsthaft erwogen. So verweist etwa Ulrich Wilckens darauf, dass „die Menschen damals über eine erstaunliche Gedächtnisfähigkeit verfügten“, wie das „aus den vielerlei Lernvorgängen in den Synagogen und Rabbinenschulen bekannt“ sei. Wilckens geht davon aus, „dass schon zu Jesu Lebzeiten seine Jünger seine Verkündigung und Lehre für sich und für neu Hinzugestoßene im Wortlaut sich eingeprägt haben“. Das gelte aber nicht nur für Jesu Worte, sondern auch für seine Handlungen: „Auch Erzählungen der Wundertaten Jesu sind wohl bereits in vorösterlicher Zeit in relativ festen Formulierungen überliefert … worden“.
Seine theologischen Publikationen verfasste Gerhardsson vor allem in englischer Sprache, z. T. aber auch in Deutsch, Französisch und in seiner schwedischen Muttersprache.

## Werke (Auswahl)
Deutsch:
- Die Anfänge der Evangelientradition. R. Brockhaus, Wuppertal 1977 (Abdruck von vier 1976 gehaltenen Vorträgen; mit einem Vorwort von Klaus Haacker und Otto Michel).
- Der Weg der Evangelientradition. In: Peter Stuhlmacher (Hrsg.): Das Evangelium und die Evangelien (= Wissenschaftliche Untersuchungen zum Neuen Testament; 28). Mohr, Tübingen 1983, S. 79–102.

Englisch:
- Memory and Manuscript. Oral Tradition and Written Transmission in Rabbinic Judaism and Early Christianity (= Acta Seminarii Neotestamentici Upsaliensis; 22). Uppsala 1961 (Dissertation), 2. Auflage 1964.[11]
- Tradition and Transmission in Early Christianity (= Coniectanea Neotestamentica. 20). C.W.K. Gleerup, Lund 1964.
- The Parable of the Sower and its Interpretation. In: New Testament Studies 14 (1967/68) S. 165–193.
- The Origins of the Gospel Traditions. Fortress Press, Philadelphia 1979.
- The Shema in the New Testament. Deut 6:4–5 in significant passages. Novapress, Lund 1996 (Sammelband mit 17 früheren Aufsätzen).
- The Reliability of the Gospel Tradition. Hendrickson Publishers, Peabody (Mass.) 2001.
- The Secret of the Transmission of the Unwritten Jesus Tradition. In: New Testament Studies. 51, 2005, S. 1–18.

Französisch:
- Jésus livré et abandonné d’après la passion selon Saint Matthieu. In: Revue Biblique. 76, 1969, S. 206–227.

Schwedisch:
- Ur Matteusevangeliet [Kommentar zu Matthäus 1–2, 5–7, 26–28]. In: Lars Hartman (Hrsg.): Ur Nya Testamentet. Lund 1970, S. 113–206.
- 2000 år senare. Om den genuina Kristustron, 1972
- Evangeliernas förhistoria. 1977
- Med hela ditt hjärta. Om Bibelns ethos, 1979
- Kristen människosyn, 1982
- Jesu maktgärningar i Matteusevangeliet, 1991
- Tillbakablick [= Autobiographischer Rückblick]. Svensk Teologisk Kvartalskrift 1992, s. 97–108.
- Fridrichsen, Odeberg, Aulén, Nygren. Fyra teologer, 1994
- Jesu liknelser, 1999
- Kristi uppståndelse, 2001.